# Strażnik (urząd)
Strażnik – urząd ziemski Wielkiego Księstwa Litewskiego.
Zajmował się zabezpieczaniem zbierania się pospolitego ruszenia w swojej ziemi lub powiecie. W czasie wojny strzegł bezpieczeństwa wojska. Istnieli także strażnicy wojewódzcy.
W hierarchii urzędów ziemskich litewskich zajmował odległe miejsce lub był zgoła poza hierarchią. Mówiono o nim. "Pan strażnik nie majestat" (Juliusz Słowacki "Złota czaszka").